# Saale-Unstrut
Saale-Unstrut – najbardziej na północ wysunięty region winiarski w Niemczech. Położony w pobliżu ujścia Unstruty do Soławy, na terenie krajów związkowych Saksonia-Anhalt i Turyngia, na południowy zachód od Haale, w rejonie Naumburga i Weißenfels. Do regionu zalicza się także niewielką enklawę na zachód od Süßer See.

## Charakterystyka
W 2007 winoroślą było obsadzonych 664 ha. Roczna produkcja wynosiła wtedy 49 347 hl, z czego aż 81,2% było klasy QbA, a 18,7% miało prawo do oznaczenia Prädikatswein. Do 2018 powierzchnia winnic wzrosła do 786 ha. Wino regionalne (Landwein) jest produkowane pod nazwą Mitteldeutscher Landwein.
Aż 450 ha to winnice winogrodników związanych ze spółdzielnią we Freyburgu, która zrzesza 8 mniejszych spółdzielni i 550 plantatorów. Tylko 29 producentów winogron zajmuje się tym zawodowo, reszta traktuje uprawę jako poboczne zajęcie i sprzedaje surowe winogrona.
Najbardziej rozpowszechnionym szczepem jest müller-thurgau, choć powierzchnia jego upraw szybko maleje - spadła z 35% do 18,8% w 2007 i 14,8% w 2018. Inne to pinot blanc (weissburgunder, 14,0% w 2018), silvaner (8,7% w 2007, ale już tylko 5,8% w 2018), a także riesling, kerner, bacchus i traminer. Udział odmian o ciemnej skórce rośnie: w pierwsze dekadzie XX wieku stanowiły 10% upraw, a prym wśród nich wiódł portugieser, w 2018 stanowiły już 26% z dornfelderem na czele (54 ha, 6,9% w 2018).
Wina produkuje się wyłącznie wytrawne, dość pełne w smaku. Braki inwestycyjne z czasów NRD są stopniowo nadrabiane.

## Gleby i klimat
Przeważają gleby wapienne. Sezon wegetacyjny jest stosunkowo krótki. Klimat kontynentalny z ciepłym i słonecznym latem. Roczne opady to ok. 500 mmWinnice są urządzane na południowych i południowo-wschodnich stokach. Poważnym zagrożeniem są przymrozki, które mogą obniżyć zbiory od 20 do 70%.

## Historia
Dokumenty świadczą, że wina produkowano w regionie już w 1066 roku, kiedy to wzmiankowano winnice klasztoru Kloster Pforta. Uprawy klasztoru są własnością państwową. W średniowieczu winoroślą w tym regionie było osadzonych ok. 100 000 ha. Winnice były niszczone podczas wojny trzydziestoletniej, a także wskutek epidemii filoksery. Uprawa ostatecznie podupadła w epoce NRD. Renesans trwa od lat 90. XX wieku, kiedy to odtworzono niektóre winnice i założono nowe.

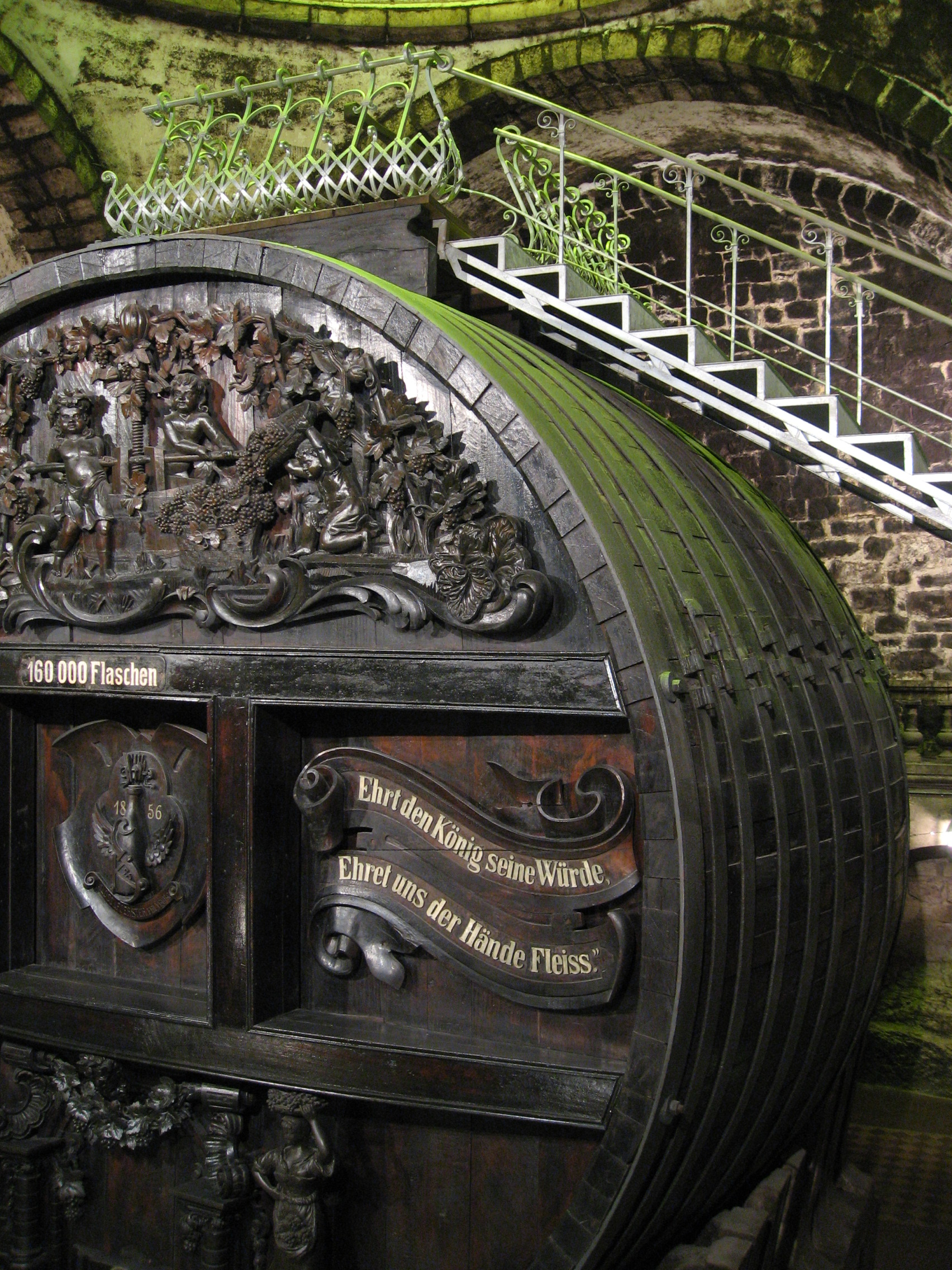
Beczka w piwnicach sekta Rotkäppchen

We Freyburgu mieści się siedziba wytwórni produkującej popularne wino musujące Rotkäppchen, niegdyś największej w Niemieckiej Republice Demokratycznej, a po zjednoczeniu Niemiec produkującej nawet 92 mln butelek rocznie.

## Podział regionu
Administracyjnie region jest podzielony na dwie strefy (Bereich): Bereich Schlossneuenburg i Bereich Thüringen (obejmująca jedynie dwie winnice - Einzellagen). Schlossneuenburg z kolei jest podzielony na:
- Grosslage Blütengrund
- Grosslage Göttersitz (obejmuje m.in. Naumburg)
- Grosslage Kelterberg
- Grosslage Schweigenberg (część uznawana za najlepszą[9], obejmuje m.in. Freyburg i Karsdorf).